# Lasers
Lasers é um álbum de estúdio pelo rapper norte-americano Lupe Fiasco, lançado a 4 de Março de 2011 pela editora discográfica Atlantic Records. Alcançou a primeira posição na tabela musical Billboard 200, com 204 mil cópias vendidas na sua semana de estreia.